# Gatto (arma)
Il gatto era una macchina da assedio usata nel medioevo, discendente della testuggine romana.

## Struttura
Munito di ruote e privo di pavimentazione (cosicché potesse essere mosso dai soldati all'interno), dotato di aperture smontabili sulla parte anteriore per consentire il lavoro ai genieri, il gatto era costruito generalmente con legno di quercia che veniva bagnato e coperto con pelli fresche di animali e sottili lamine di metallo allo scopo di evitare gli incendi dovuti ai proiettili che gli assediati scagliavano dalle mura.
Poteva essere lungo dai quattro agli otto metri e trasportare fino a 100 uomini armati.

## Utilizzo
Arma d'assedio piuttosto vulnerabile, il suo scopo principale era quello di permettere agli assedianti di avvicinarsi il più possibile alle mura nemiche consentendo ai genieri e ai minatori di lavorare alla demolizione delle stesse; i gatti venivano inoltre utilizzati per riempire i fossati nemici, livellare il terreno, improvvisare corridoi protetti allineando più gatti assieme e facilitare l'avanzamento di macchine d'assedio più grandi come le torri d'assedio.